# Mosquée Zeynep Sultan
La mosquée Zeynep Sultan est une mosquée d'Istanbul, en Turquie, construite sous le règne du sultan Mustafa III en l'honneur de la princesse ottomane Zeynep (Zeynep Sultan), fille d'Ahmed III.
Elle se situe sur l'artère Alemdar Caddesi, face au parc Gülhane, dans le quartier d'Eminönü.